# ダイナ・ワシントン
ダイナ・ワシントン（Dinah Washington、1924年8月29日 - 1963年12月14日）は、アメリカ合衆国のブルース/R&B/ジャズ・シンガー。出生時の本名は、ルース・リー・ジョーンズ。自他共に認める「ブルースの女王」(Queen of the Blues) の称号を持つ。そのソウルフルな歌声は、ジャズ界に留まらず、幅広い方面に影響を与えた。

## 来歴
1924年8月29日、アラバマ州タスカルーサに生まれる。3歳のとき、家族とともにイリノイ州シカゴへ移住。シカゴでは、幼少期からゴスペルの世界に身を投じ、地元のバプティスト教会のクワイヤーでピアニストとして活動した。
15歳のとき、シカゴのリーガル劇場で行われたアマチュア・コンテストに出演し、ポップスを歌い優勝。18歳の頃にはナイトクラブでジャズ・シンガー/ピアニストとして活動するようになった。1943年、ライオネル・ハンプトンの楽団に加入する。彼女が芸名のダイナ・ワシントンを名乗りだしたのはこの頃である。名付け親については諸説があるが、ライオネル・ハンプトンとする説もある。
同年、レナード・フェザーが取り仕切り、キーノート・レーベルのために初のレコーディングを行った。レコーディングされた4曲のうち「Evil Gal Blues」がヒットを記録する。その後もしばらくハンプトンの楽団に在籍しソロ活動はしていなかったが、1945年には自己名義でアポロ・レーベルに12曲をレコーディング。間もなくマーキュリーと契約し、本格的にソロ・シンガーとしての道を歩み始めたのであった。
マーキュリーでは1948年に「Ain't Misbehavin'」がR&Bチャートの6位を記録したのを始めとして、数多くのヒットを生み出した。ポップスからカントリーまで幅広く歌いこなしたが、中でも1959年の「What A Diff'rence A Day Makes」は、彼女のスタイルの幅広さを象徴するナンバーとして知られている。ドーシー・ブラザーズによるラテン系のボレロをカヴァーしたもので、ポップ・チャートでも8位を記録する大ヒットとなり、ダイナはこの曲でグラミー賞も獲得した。
1958年には、ニューポート・ジャズ・フェスティバルに出演。テリー・ギブス、マックス・ローチ、ウィントン・ケリーらとの演奏は映画『真夏の夜のジャズ』にも収録されている。
1962年、当時カウント・ベイシーやサラ・ヴォーンらが所属していた新興のルーレット・レコードに移籍する。1963年12月14日、ダイナは睡眠薬・痩せ薬とアルコールを同時に過剰摂取したことにより、39歳で急死した。アメリカン・フットボール選手のディック・"ナイトトレイン"・レインとの結婚のわずか半年後のことであった。

## 音楽性
キャリアの始めから生涯にわたってブルースを歌ったが、デルタ・ブルースやシカゴ・ブルースといった純粋なブルースとは一線を画した商業音楽の分野で活躍した。ブルースよりもジャズ歌手としての功績・認知が大きい。
マーキュリーと契約してからはジャズやポップスのスタンダード・ナンバーを多く録音するようになる。1954年にプロデューサーに就いたボブ・シャッド (Bod Shad) はダイナに本格的なジャズのセッションを行わせ、マックス・ローチやクリフォード・ブラウンを含むグループと共演したり、駆け出しのクインシー・ジョーンズの編曲によるジャズ色の強い作品を残している。
ダイナは同時期のエラ・フィッツジェラルドやサラ・ヴォーンらとは異なりスキャットや器楽ソロとの掛け合いなどは一切行わなかったが、ブルースやゴスペル色が強い大胆な即興やシャウトを用い、ジャズ界において独自の地位を確立した。ハスキーなアルトの声域や力強いビブラート、歯切れの良い発音や発声が特徴である。
1959年にクライド・オーティスがプロデューサーに就くと、もっぱら平易なオーケストラ伴奏でバラードやポップソングを歌うようになり、ジャズ要素やブルージーな即興性は影を潜めるようになった。「What a Diff'rence a Day Makes」などが白人の聴衆にも受け入れられ商業的に大きな成功を収めた一方で、この時期の作品はジャズの批評家や愛好家からは概ね低い評価を受けている。
1961年にオーティスが退いてからは即興性の高いボーカルが再び現れ、さらに個性と円熟味を増すが、ルーレット・レコードへ移籍し1963年に死去するまで主にオーケストラ伴奏による録音を続け、ジャズの分野で高い評価を受ける録音はほとんど残していない。しかし録音活動以外ではニューヨークのバードランドなどのジャズクラブで定期公演を行っていた。

## 私生活
1942年から死去の直前の1963年までの間に8回の結婚と7回の離婚を経験し、2人の息子がいる。4番目の夫エディ・チャンブリー (Eddie Chamblee) はサックス奏者・編曲家で、結婚前後・離婚後を問わずダイナと度々共演した。

## ディスコグラフィ

### リーダー・アルバム
- 『ダイナ・ワシントン アフター・アワーズ・ウィズ・ミス・"D"』 - After Hours with Miss "D" (1954年)
- 『ダイナ・ワシントン・ウィズ・クリフォード・ブラウン』 - Dinah Jams (1955年)
- 『フォー・ゾーズ・イン・ラブ』 - For Those in Love (1955年)
- 『ダイナ』 - Dinah! (1956年)
- 『イン・ザ・ランド・オブ・HI-FI』 - In the Land of Hi-Fi (1956年)
- Music for a First Love (1956年)
- The Swingin' Miss "D" (1957年)
- 『ファッツ・ウォーラー・ソングブック』 - Dinah Washington Sings Fats Waller (1957年)
- 『ベッシー・スミス・ソング・ブック』 - Dinah Sings Bessie Smith (1958年) ※旧邦題『ダイナ・シングス・ベッシー・スミス』
- 『ダイナ・ワシントン・アット・ニューポート'58』 - Newport '58 (1958年)
- 『縁は異なもの』 - What a Diff'rence a Day Makes! (1959年)
- The Queen (1959年)
- September In The Rain (1960年)
- For Lonely Lovers (1960年)
- 『ザ・トゥー・オブ・アス』 - The Two of Us (1960年) ※with ブルック・ベントン
- 『アンフォゲッタブル』 - Unforgettable (1961年)
- 『ドリンキング・アゲイン』 - Drinking Again (1962年)
- Tears and Laughter (1962年)
- 『ダイナ'62』 - Dinah '62 (1962年)
- 『イン・ラヴ』 - In Love (1962年)
- 『アイ・ウォナ・ビー・ラヴド』 - I Wanna Be Loved (1962年)
- 『バック・トゥ・ザ・ブルース』 - Back to the Blues (1963年)
- 『ダイナ'63』 - Dinah '63 (1963年)
- 『イン・トリビュート』 - In Tribute (1964年)

### コンピレーション・アルバム
- Dinah Washington (1950年) ※78回転レコードのコンピレーション
- Dynamic Dinah! - The Great Voice of Dinah Washington (1952年) ※78回転レコードのコンピレーション
- Blazing Ballads (1952年)
- I Concentrate on You (1960年)
- Late, Late Show (1962年)
- This Is My Story (1963年)
- The World of Dinah Washington (1964年)
- Dinah Discovered (1967年)
- Mellow Mama (1992年、Delmark) ※アポロ・レ―ベル時代の録音の完全盤
- The Complete Dinah Washington on Mercury (2004年、PolyGram) ※3CD×7巻。1987年–1989年録音[1]
- The Complete Roulette Dinah Washington Sessions (2004年、Mosaic) ※5CD

### その他
マーキュリー時代の16年間・全446トラックに及ぶ膨大な録音を日本のジャズ批評家・児山紀芳（こやま きよし）が発掘・編纂した全集『The Complete Dinah Washington on Mercury』が1987年から1989年にかけて発売された（全7巻、各CD3枚組。米ポリグラムと日本フォノグラムの共同制作）。現在ではiTunes Store等でのダウンロードで入手可能である。
ルーレット・レコード期の約1年半の間に残した全93トラックをCD5枚に収めた『The Complete Roulette Dinah Washington Sessions』も2004年に発売された。